# میمی شکیب
میمی شکیب (عربی: ميمي شكيب؛ ۱ ژانویهٔ ۱۹۱۳ – ۱ ژانویهٔ ۱۹۸۳) هنرپیشه اهل مصر بود. او در دهه ۱۹۴۰ و ۱۹۵۰ در ۱۵ فیلم ایفای نقش کرد.